# Cynorta insperata
Cynorta insperata is een hooiwagen uit de familie Cosmetidae.